# Commercial Press
Die Commercial Press, Abk. CP (chinesisch 商務印書館有限公司 / 商务印书馆有限公司) ist ein Verlag in der Volksrepublik China. Er wurde am 11. Februar 1897 von Xia Ruifang (夏瑞芳; 1871–1914) in Shanghai gegründet und war das erste moderne chinesische Verlagshaus in China. Der Hauptsitz befindet sich heute in Peking.